# Bézu-Saint-Germain
Bézu-Saint-Germain – miejscowość i gmina we Francji, w regionie Hauts-de-France, w departamencie Aisne.
Według danych na rok 1990 gminę zamieszkiwały 413 osoby, a gęstość zaludnienia wynosiła 37 osób/km². W styczniu 2014 roku Bézu-Saint-Germain zamieszkiwało 1000 osób, przy gęstości zaludnienia 89,6 osób/km².